# Ken Aston
Kenneth George "Ken" Aston (Colchester, 1 de setembro de 1915 — Ilford, 23 de outubro de 2001) foi um árbitro de futebol inglês, conhecido por ter inventado os cartões de penalidade (amarelo e vermelho).